# NGC 7065A
NGC 7065A في الفهرس العام الجديد، هي مجرة، تقع في كوكبة الدلو. اكتشفت بواسطة ألبرت مارث.

## روابط خارجية
- NGC 7065A على موقع ويكي سكاي: DSS2, SDSS, GALEX, IRAS, Hydrogen α, X-Ray, Astrophoto, Sky Map, Articles and images